# Draft 2000 de la NFL
1999 2001
La draft 2000 de la NFL est la 65e draft annuelle de la National Football League, permettant aux franchises de football américain de sélectionner des joueurs universitaires éligibles pour jouer professionnels. Elle s'est déroulée le 15 et le 16 avril 2000 au Madison Square Garden de New York. Aucune équipe ne choisit de réclamer des joueurs dans la draft supplémentaire cette année-là.
La Draft commence avec la sélection consécutive des coéquipiers de Penn State, Courtney Brown et LaVar Arrington, ce qui en fait les seuls joueurs de Penn State à se classer numéro un et deux dans la même Draft. Les Jets de New York ont eu quatre choix du premier tour, le plus grand nombre parmi toutes les équipes de l’histoire de la Draft (17 équipes ont eu trois choix, mais aucune n’en a eu quatre).
Cette draft est remarquable pour la sélection du quarterback de l'université du Michigan, Tom Brady au 199e choix au sixième tour par les New England Patriots; Brady a remporté 3 titres de MVP de la NFL, 7 Super Bowls et 5 titres de MVP du Super Bowl.
Brian Urlacher est pour le moment (2018) le seul joueur de la draft 2000 à être entré au Pro Football Hall of Fame.

## Joueurs sélectionnés
- ° : Intronisé au Pro Football Hall of Fame
- † : Joueur sélectionné pour le Pro Bowl

### Premier tour
| Choix | Équipe                  | Joueur                 | Postes           | Université                              |
| ----- | ----------------------- | ---------------------- | ---------------- | --------------------------------------- |
| 1     | Browns de Cleveland     | Courtney Brown         | Defensive end    | Nittany Lions de Penn State             |
| 2     | Redskins de Washington  | LaVar Arrington †      | Linebacker       | Nittany Lions de Penn State             |
| 3     | Redskins de Washington  | Chris Samuels †        | Offensive tackle | Crimson Tide de l'Alabama               |
| 4     | Bengals de Cincinnati   | Peter Warrick (en)     | Wide receiver    | Seminoles de Florida State              |
| 5     | Ravens de Baltimore     | Jamal Lewis †          | Running back     | Volunteers du Tennessee                 |
| 6     | Eagles de Philadelphie  | Corey Simon            | Defensive tackle | Seminoles de Florida State              |
| 7     | Cardinals de l'Arizona  | Thomas Jones †         | Running back     | Cavaliers de la Virginie                |
| 8     | Steelers de Pittsburgh  | Plaxico Burress        | Wide receiver    | Spartans de Michigan State              |
| 9     | Bears de Chicago        | Brian Urlacher ° †     | Linebacker       | Lobos du Nouveau-Mexique                |
| 10    | Ravens de Baltimore     | Travis Taylor (en)     | Wide receiver    | Gators de la Floride                    |
| 11    | Giants de New York      | Ron Dayne (en)         | Running back     | Badgers du Wisconsin                    |
| 12    | Jets de New York        | Shaun Ellis (en) †     | Defensive end    | Volunteers du Tennessee                 |
| 13    | Jets de New York        | John Abraham †         | Linebacker       | Gamecocks de la Caroline du Sud         |
| 14    | Packers de Green Bay    | Bubba Franks †         | Tight end        | Hurricanes de Miami                     |
| 15    | Broncos de Denver       | Deltha O'Neal †        | Cornerback       | Golden Bears de la Californie           |
| 16    | 49ers de San Francisco  | Julian Peterson †      | Linebacker       | Spartans de Michigan State              |
| 17    | Raiders d'Oakland       | Sebastian Janikowski † | Kicker           | Seminoles de Florida State              |
| 18    | Jets de New York        | Chad Pennington        | Quarterback      | Thundering Herd de Marshall             |
| 19    | Seahawks de Seattle     | Shaun Alexander †      | Running back     | Crimson Tide de l'Alabama               |
| 20    | Lions de Détroit        | Stockar McDougle (en)  | Offensive tackle | Sooners de l'Oklahoma                   |
| 21    | Chiefs de Kansas City   | Sylvester Morris (en)  | Wide receiver    | Tigers de Jackson State                 |
| 22    | Seahawks de Seattle     | Chris McIntosh (en)    | Offensive tackle | Badgers du Wisconsin                    |
| 23    | Panthers de la Caroline | Rashard Anderson (en)  | Free Safety      | Tigers de Jackson State                 |
| 24    | 49ers de San Francisco  | Ahmed Plummer (en)     | Cornerback       | Buckeyes d'Ohio State                   |
| 25    | Vikings du Minnesota    | Chris Hovan            | Defensive tackle | Eagles de Boston College                |
| 26    | Bills de Buffalo        | Erik Flowers (en)      | Defensive end    | Sun Devils d'Arizona State              |
| 27    | Jets de New York        | Anthony Becht          | Tight end        | Mountaineers de la Virginie-Occidentale |
| 28    | Colts d'Indianapolis    | Rob Morris (en)        | Linebacker       | Cougars de BYU                          |
| 29    | Jaguars de Jacksonville | R. Jay Soward (en)     | Wide receiver    | Trojans de l'USC                        |
| 30    | Titans du Tennessee     | Keith Bulluck (en) †   | Linebacker       | Orange de Syracuse                      |
| 31    | Rams de Saint-Louis     | Trung Canidate (en)    | Running back     | Wildcats de l'Arizona                   |

### Échanges premier tour
1. #2: New Orleans - Washington: La Nouvelle-Orléans transfère cette sélection à Washington en 1999, ainsi que des sélections de premier, troisième, quatrième, cinquième, sixième et septième tours en 1999, et une sélection de troisième tour en 2000 (#64 - Lloyd Harrison), en échange d'une sélection de premier tour en 1999[4].
2. #3: San Francisco - Washington: San Francisco échange cette sélection avec Washington pour deux choix de premier tour (#12 - Shaun Ellis et #24 - Ahmed Plummer)[5].
3. #5: Atlanta - Baltimore: Premier choix de premier tour 2000 (# 5-Jamal Lewis) aux Ravens pour un choix de deuxième tour 1999 (# 42-Reggie Kelly)[6].
4. #10: Denver - Baltimore: Denver échange son choix de premier tour (#10 - Travis Taylor) avec Baltimore en échange de ses choix de premier tour (#15 - Deltha O'Neal) et de second tour (#42 - Cornelius Griffin)[7].
5. #12: échanges multiples: #12: San Francisco - Jets de New York: San Francisco échange cette sélection (#12 - Shaun Ellis) avec les Jets de New York en échange des sélections du premier tour (#16 - Julian Peterson) et du second tour (#48 - Jason Webster) de New York[8]. #12: Washington - San Francisco: voir #3: San Francisco - Washington[5]. #12: Carolina - Washington: Washington reçoit ce choix à titre de compensation pour la signature de Sean Gilbert en 1998[9]
6. #13: échanges multiples: #13: Tampa Bay - Jets de New York: Tampa Bay échange deux choix de premier tour (#13 - John Abraham et #27 - Anthony Becht) aux Jets de New York en échange de Keyshawn Johnson[10]. #13: San Diego - Tampa Bay: Tampa Bay échange son choix de deuxième tour de 1998 avec San Diego en échange de son choix de premier tour en 2000 (#13 - John Abraham)[11].
7. #15: Baltimore - Denver: voir #10: Baltimore - Denver[12].
8. #19: Dallas - Seattle: Dallas cède cette sélection (#19 - Shaun Alexander) et son choix du premier tour 2001 (#7 - Andre Carter) à Seattle contre Joey Galloway[13].
9. #23: Miami - Carolina. Carolina échange son choix de deuxième tour 1998 (# 44-Patrick Surtain) avec les Dolphins pour le choix de premier tour 2000 (# 23-Rashard Anderson) des Dolphins[14].
10. #24: Washington - San Francisco. voir #3: San Francisco - Washington[5].
11. #27: Jets de New York - Tampa Bay. voir #13: Tampa Bay - Jets de New York[10].

### Deuxième tour
| Choix | Équipe                             | Joueur                   | Postes           | Université                              |
| ----- | ---------------------------------- | ------------------------ | ---------------- | --------------------------------------- |
| 32    | Browns de Cleveland                | Dennis Northcutt (en)    | Wide receiver    | Wildcats de l'Arizona                   |
| 33    | Saints de La Nouvelle-Orléans      | Darren Howard (en)       | Defensive end    | Wildcats de Kansas State                |
| 34    | Bengals de Cincinnati              | Mark Roman (en)          | Cornerback       | Tigers de LSU                           |
| 35    | 49ers de San Francisco             | John Engelberger (en)    | Defensive end    | Hokies de Virginia Tech                 |
| 36    | Eagles de Philadelphie             | Todd Pinkston (en)       | Wide receiver    | Golden Eagles de Southern Miss          |
| 37    | Falcons d'Atlanta                  | Travis Claridge (en)     | Offensive guard  | Trojans d'USC                           |
| 38    | Steelers de Pittsburgh             | Marvel Smith (en) †      | Offensive tackle | Sun Devils d'Arizona State              |
| 39    | Bears de Chicago                   | Mike Brown †             | Free Safety      | Cornhuskers du Nebraska                 |
| 40    | Broncos de Denver                  | Ian Gold (en) †          | Linebacker       | Wolverines du Michigan                  |
| 41    | Cardinals de l'Arizona             | Raynoch Thompson (en)    | Linebacker       | Volunteers du Tennessee                 |
| 42    | Giants de New York                 | Cornelius Griffin (en)   | Defensive tackle | Crimson Tide de l'Alabama               |
| 43    | Chargers de San Diego              | Rogers Beckett (en)      | Safety           | Thundering Herd de Marshall             |
| 44    | Packers de Green Bay               | Chad Clifton †           | Offensive tackle | Volunteers du Tennessee                 |
| 45    | Broncos de Denver                  | Kenoy Kennedy (en)       | Safety           | Razorbacks de l'Arkansas                |
| 46    | Patriots de la Nouvelle-Angleterre | Adrian Klemm (en)        | Offensive tackle | Rainbow Warriors d'Hawaï                |
| 47    | Raiders d'Oakland                  | Jerry Porter (en)        | Wide receiver    | Mountaineers de la Virginie-Occidentale |
| 48    | 49ers de San Francisco             | Jason Webster (en)       | Cornerback       | Aggies de Texas A&M                     |
| 49    | Cowboys de Dallas                  | Dwayne Goodrich (en)     | Defensive back   | Volunteers du Tennessee                 |
| 50    | Lions de Détroit                   | Barrett Green (en)       | Linebacker       | Mountaineers de la Virginie-Occidentale |
| 51    | Buccaneers de Tampa Bay            | Cosey Coleman (en)       | Offensive guard  | Volunteers du Tennessee                 |
| 52    | Seahawks de Seattle                | Ike Charlton (en)        | Cornerback       | Hokies de Virginia Tech                 |
| 53    | Dolphins de Miami                  | Todd Wade (en)           | Offensive tackle | Rebels d'Ole Miss                       |
| 54    | Chiefs de Kansas City              | William Bartee (en)      | Cornerback       | Sooners de l'Oklahoma                   |
| 55    | Vikings du Minnesota               | Fred Robbins (en)        | Defensive tackle | Demon Deacons de Wake Forest            |
| 56    | Vikings du Minnesota               | Michael Boireau (en)     | Defensive end    | Hurricanes de Miami                     |
| 57    | Panthers de la Caroline            | Deon Grant (en)          | Safety           | Volunteers du Tennessee                 |
| 58    | Bills de Buffalo                   | Travares Tillman (en)    | Free Safety      | Yellow Jackets de Georgia Tech          |
| 59    | Colts d'Indianapolis               | Marcus Washington (en) † | Linebacker       | Tigers d'Auburn                         |
| 60    | Jaguars de Jacksonville            | Brad Meester (en)        | Offensive guard  | Panthers de Northern Iowa               |
| 61    | Eagles de Philadelphie             | Bobbie Williams (en)     | Offensive guard  | Razorbacks de l'Arkansas                |
| 62    | Rams de Saint-Louis                | Jacoby Shepherd (en)     | Defensive back   | Cowboys d'Oklahoma State                |

### Échanges deuxième tour
1. #45: Baltimore - Denver. voir #10: Denver - Baltimore[7].
2. #48 Jets de New York - San Francisco. voir #12: San Francisco - Jets de New York[8].
3. #51: Carolina - Tampa Bay: Carolina échange cette sélection (#51 - Cosey Coleman) avec Tampa Bay pour les sélections de deuxième (#57 - Deon Grant) et quatrième tour (#120 - Alvin McKinley)[12].
4. #56: Washington - Minnesota. Brad Johnson aux Redskins pour le choix de premier tour de 1999 (#11 - Daunte Culpepper), choix de troisième tour de 1999 (#73 - Joey Porter), choix de deuxième tour de 2000 (#56 - Michael Boireau)[15].
5. #57: Tampa Bay - Carolina. voir #51: Carolina - Tampa Bay[12].
6. #61: Tennessee - Philadelphia: Les Eagles échangent leur choix de troisième tour (#68 - Erron Kinney) et leur choix de cinquième tour (#135 - Aric Morris) avec les Titans pour un choix de deuxième tour (#61 - Bobby Williams)[16].

### Troisième tour
| Choix | Équipe                             | Joueur                 | Postes           | Université                              |
| ----- | ---------------------------------- | ---------------------- | ---------------- | --------------------------------------- |
| 63    | Browns de Cleveland                | Travis Prentice (en)   | Running back     | Redhawks de Miami                       |
| 64    | Redskins de Washington             | Lloyd Harrison (en)    | Defensive back   | Wolfpack de North Carolina State        |
| 65    | 49ers de San Francisco             | Giovanni Carmazzi (en) | Quarterback      | Pride de Hofstra                        |
| 66    | Bengals de Cincinnati              | Ron Dugans (en)        | Wide receiver    | Seminoles de Florida State              |
| 67    | Falcons d'Atlanta                  | Mark Simoneau (en)     | Linebacker       | Wildcats de Kansas State                |
| 68    | Titans du Tennesse                 | Erron Kinney (en)      | Tight end        | Gators de la Floride                    |
| 69    | Bears de Chicago                   | Dez White (en)         | Wide receiver    | Yellow Jackets de Georgia Tech          |
| 70    | Broncos de Denver                  | Chris Cole (en)        | Wide receiver    | Aggies de Texas A&M                     |
| 71    | Cardinals de l'Arizona             | Darwin Walker          | Defensive tackle | Volunteers du Tennessee                 |
| 72    | Steelers de Pittsburgh             | Kendrick Clancy (en)   | Defensive tackle | Rebels d'Ole Miss                       |
| 73    | Giants de New York                 | Ron Dixon (en)         | Wide receiver    | Eagles de Lambuth                       |
| 74    | Packers de Green Bay               | Steve Warren (en)      | Defensive tackle | Cornhuskers du Nebraska                 |
| 75    | Ravens de Baltimore                | Chris Redman           | Quarterback      | Cardinals de Louisville                 |
| 76    | Patriots de la Nouvelle-Angleterre | J.R. Redmond (en)      | Running back     | Sun Devils d'Arizona State              |
| 77    | Steelers de Pittsburgh             | Hank Poteat (en)       | Cornerback       | Panthers de Pittsburgh                  |
| 78    | Jets de New York                   | Laveranues Coles†      | Wide receiver    | Seminoles de Florida State              |
| 79    | Browns de Cleveland                | JaJuan Dawson (en)     | Wide receiver    | Green Wave de Tulane                    |
| 80    | Seahawks de Seattle                | Darrell Jackson (en)   | Wide receiver    | Gators de la Floride                    |
| 81    | Lions de Détroit                   | Reuben Droughns (en)   | Running back     | Ducks de l'Oregon                       |
| 82    | Panthers de la Caroline            | Leander Jordan (en)    | Offensive guard  | Crimson Hawks de l'IUP (en)             |
| 83    | Chargers de San Diego              | Damion McIntosh (en)   | Offensive tackle | Wildcats de Kansas State                |
| 84    | Dolphins de Miami                  | Ben Kelly (en)         | Cornerback       | Buffaloes du Colorado                   |
| 85    | Chiefs de Kansas City              | Greg Wesley (en)       | Strong safety    | Golden Lions d'Arkansas-Pine Bluff (en) |
| 86    | 49ers de San Francisco             | Jeff Ulbrich (en)      | Linebacker       | Rainbow Warriors d'Hawaï                |
| 87    | Bears de Chicago                   | Dustin Lyman (en)      | Tight end        | Demon Deacons de Wake Forest            |
| 88    | Vikings du Minnesota               | Doug Chapman (en)      | Running back     | Thundering Herd de Marshall             |
| 89    | Bills de Buffalo                   | Corey Moore (en)       | Linebacker       | Hokies de Virginia Tech                 |
| 90    | Buccaneers de Tampa Bay            | Nate Webster (en)      | Linebacker       | Hurricanes de Miami                     |
| 91    | Colts d'Indianapolis               | David Macklin (en)     | Defensive back   | Nittany Lions de Penn State             |
| 92    | Jaguars de Jacksonville            | T.J. Slaughter (en)    | Linebacker       | Golden Eagles de Southern Miss          |
| 93    | Titans du Tennesse                 | Byron Frisch (en)      | Defensive end    | Cougars de BYU                          |
| 94    | Rams de Saint-Louis                | John St. Clair         | Centre           | Cavaliers de la Virginie                |

### Échanges troisième tour
1. #64: Washington - Nouvelle-Orléans. voir #2. Saints - Redskins[4].
2. #68: Philadelphia - Tennessee. voir #61: Tennessee - Philadelphia[16].
3. #77: Oakland - Pittsburgh. Les Steelers échangent deux choix de cinquième tour en 1999 (#146 - Eric Barton) (#163 - Craig Heimburger) avec les Raiders pour le choix de troisième tour en 2000 (#77 - Hank Poteat)[17].
4. #79: choix supplémentaire donné aux Browns de Cleveland.
5. #80: Dallas - Seattle. James McKnight aux Cowboys pour le choix de troisième tour de 2000 (# 80-Darrell Jackson)[18].
6. #86: Seattle - San Francisco. Les 49ers échangent leur choix de quatrième tour (#119 - Isiah Kacyvenski) et leur choix de cinquième tour (#154 - Muneer Moore) avec les Seahawks pour un choix de troisième tour (#86 - Jeff Ulbrich)[19].
7. #87: Washington - Chicago. Les Bears échangent leur choix de premier tour de 1999 (#7 - Champ Bailey) avec les Redskins pour le choix de premier tour de 1999 (#12 - Cade McNown), le choix de troisième tour de 1999 (#71 - D'Wayne Bates), le choix de quatrième tour de 1999 (#106 - Warrick Holdman), le choix de cinquième tour de 1999 (#143 - Jerry Wisne) et choix de troisième tour de 2000 (#87 - Dustin Lyman)[20].

### Quatrième tour
Les Patriots de la Nouvelle-Angleterre perdent leur choix de quatrième tour pour avoir choisi J'Juan Cherry dans cette position lors de la draft supplémentaire en 1999.
| Choix | Équipe                             | Joueur                 | Postes           | Université                       |
| ----- | ---------------------------------- | ---------------------- | ---------------- | -------------------------------- |
| 95    | Browns de Cleveland                | Lewis Sanders (en)     | Defensive back   | Terrapins du Maryland            |
| 96    | Saints de La Nouvelle-Orléans      | Terrelle Smith (en)    | Fullback         | Sun Devils d'Arizona State       |
| 97    | Bengals de Cincinnati              | Curtis Keaton (en)     | Running back     | Dukes de James Madison           |
| 98    | Packers de Green Bay               | Na'il Diggs (en)       | Linebacker       | Buckeyes d'Ohio State            |
| 99    | Eagles de Philadelphie             | Gari Scott (en)        | Wide receiver    | Spartans de Michigan State       |
| 100   | Falcons d'Atlanta                  | Michael Thompson (en)  | Offensive tackle | Tigers de Tennessee State (en)   |
| 101   | Broncos de Denver                  | Jerry Johnson (en)     | Defensive tackle | Seminoles de Florida State       |
| 102   | Cardinals de l'Arizona             | David Barrett (en)     | Cornerback       | Razorbacks de l'Arkansas         |
| 103   | Steelers de Pittsburgh             | Danny Farmer (en)      | Wide receiver    | Bruins de l'UCLA                 |
| 104   | Rams de Saint-Louis                | Kaulana Noa (en)       | Offensive tackle | Rainbow Warriors d'Hawaï         |
| 105   | Giants de New York                 | Brandon Short (en)     | Linebacker       | Nittany Lions de Penn State      |
| 106   | Vikings du Minnesota               | Antonio Wilson (en)    | Linebacker       | Lions de Texas A&M-Commerce (en) |
| 107   | Raiders d'Oakland                  | Junior Ioane (en)      | Defensive tackle | Sun Devils d'Arizona State       |
| 108   | 49ers de San Francisco             | John Keith (en)        | Safety           | Paladins de Furman (en)          |
| 109   | Cowboys de Dallas                  | Kareem Larrimore (en)  | Cornerback       | Buffaloes de West Texas A&M (en) |
| 110 ^ | Browns de Cleveland                | Aaron Shea (en)        | Tight end        | Wolverines du Michigan           |
| 111   | Chargers de San Diego              | Trevor Gaylor (en)     | Wide receiver    | Redhawks de Miami                |
| 112   | Broncos de Denver                  | Cooper Carlisle (en)   | Offensive guard  | Gators de la Floride             |
| 113   | Chargers de San Diego              | Leonardo Carson (en)   | Defensive tackle | Tigers d'Auburn                  |
| 114   | Packers de Green Bay               | Anthony Lucas          | Wide receiver    | Razorbacks de l'Arkansas         |
| 115   | Chiefs de Kansas City              | Frank Moreau (en)      | Running back     | Cardinals de Louisville          |
| 116   | Seahawks de Seattle                | Marcus Bell (en)       | Linebacker       | Wildcats de l'Arizona            |
| 117   | Dolphins de Miami                  | Deon Dyer (en)         | Fullback         | Tar Heels de la Caroline du Nord |
| 118   | Vikings du Minnesota               | Tyrone Carter (en)     | Free Safety      | Golden Gophers du Minnesota      |
| 119   | Seahawks de Seattle                | Isaiah Kacyvenski (en) | Linebacker       | Crimson d'Harvard                |
| 120   | Panthers de la Caroline            | Alvin McKinley (en)    | Defensive tackle | Bulldogs de Mississippi State    |
| 121   | Bills de Buffalo                   | Avion Black (en)       | Wide receiver    | Tigers de Tennessee State        |
| 122   | Colts d'Indianapolis               | Josh Williams (en)     | Defensive tackle | Wolverines du Michigan           |
| 123   | Jaguars de Jacksonville            | Joey Chustz            | Offensive tackle | Bulldogs de Louisiana Tech       |
| 124   | Titans du Tennesse                 | Bobby Myers (en)       | Safety           | Badgers du Wisconsin             |
| 125   | Bears de Chicago                   | Reggie Austin (en)     | Defensive back   | Demon Deacons de Wake Forest     |
| 126*  | Packers de Green Bay               | Gary Berry (en)        | Safety           | Buckeyes d'Ohio State            |
| 127*  | Patriots de la Nouvelle-Angleterre | Greg Randall (en)      | Offensive tackle | Spartans de Michigan State       |
| 128*  | Titans du Tennesse                 | Peter Sirmon (en)      | Linebacker       | Ducks de l'Oregon                |
| 129*  | Redskins de Washington             | Michael Moore (en)     | Offensive guard  | Trojans de Troy                  |

### Échanges quatrième tour
1. #98: San Francisco - Green Bay. Choix de quatrième tour en 2000 (#108 - John Keith), choix de cinquième en 2000 (#132 - Paul Smith) aux 49ers pour le choix de quatrième tour en 2000 (#98 - Na'il Diggs)[21].
2. #104: Chicago - Saint-Louis. Les Rams échangent leur choix de quatrième tour (#125 - Reggie Austin), leur choix de cinquième tour (#150 - John Milem) et leur choix de septième tour (#225 - Rashidi Barnes) avec les Bears pour un choix de quatrième tour (#104 - Kaulana Noa)[22].
3. #106: Baltimore - Minnesota. Everett Lindsay aux Ravens pour le • choix de sixième tour de 1999 (#185 - Talance Sawyer) et le choix de quatrième tour de 2000 (#106 - Antonio Wilson)[23].
4. #108: échanges multiples. #108: Jets de New York - Green Bay. Rick Mirer aux Jets pour le choix de quatrième tour de 2000 (#108 - John Keith)[24]. #108: Green Bay - San Francisco. voir #98: San Francisco - Green Bay[21].
5. #110: choix supplémentaire donné aux Browns de Cleveland.
6. #111: échanges multiples. #111: Detroit - Philadelphia. Choix de cinquième tour 1999 (#137 - Tyree Talton) aux Lions pour choix de quatrième tour 2000 (#111 - Trevor Gaylor)[25]. #111: Philadelphia - San Diego. Choix du troisième tour 2001 (#63 - Derrick Burgess) aux Eagles pour le choix du quatrième tour 2000 (#111 - Trevor Gaylor)[26].
7. #112: Carolina - Denver. Jeff Lewis aux Panthers pour le choix de troisième tour de 1999 (#67 - Chris Watson), ainsi que pour le choix de quatrième tour de 2000 (#112 - Cooper Carlisle)[27].
8. #119: échanges multiples. #119: Washington - San Francisco. Pour une raison inconnue, les Redskins et les 49ers ont échangé la sélection #119 - Isaiah Kacyvenski, du troisième tour. #119: Seattle - San Francisco. voir #86: Seattle - San Francisco[19].
9. #120: Tampa Bay - Carolina: voir #51: Carolina - Tampa Bay[12].
10. #125: Saint-Louis - Chicago. voir #104: Chicago - Saint-Louis[22].
11. Les choix #126 à #129 sont des sélections compensatoires offertes par la NFL pour perte d'agents libres (Packers, Patriots, Titans et Redskins dans l'ordre).

### Cinquième tour
| Choix | Équipe                             | Joueur                 | Postes           | Université                      |
| ----- | ---------------------------------- | ---------------------- | ---------------- | ------------------------------- |
| 130   | Browns de Cleveland                | Anthony Malbrough (en) | Defensive back   | Red Raiders de Texas Tech       |
| 131   | Saints de La Nouvelle-Orléans      | Tutan Reyes (en)       | Offensive tackle | Rebels d'Ole Miss               |
| 132   | 49ers de San Francisco             | Paul Smith (en)        | Running back     | Miners de l'UTEP                |
| 133   | Bengals de Cincinnati              | Robert Bean (en)       | Cornerback       | Bulldogs de Mississippi State   |
| 134   | Falcons d'Atlanta                  | Anthony Midget (en)    | Cornerback       | Hokies de Virginia Tech         |
| 135   | Titans du Tennesse                 | Aric Morris (en)       | Safety           | Spartans de Michigan State      |
| 136   | Cardinals de l'Arizona             | Mao Tosi (en)          | Defensive tackle | Vandals de l'Idaho              |
| 137   | Steelers de Pittsburgh             | Clark Haggans (en)     | Linebacker       | Rams de Colorado State          |
| 138   | Colts d'Indianapolis               | Matt Johnson           | Centre           | Cougars de BYU                  |
| 139   | Rams de Saint-Louis                | Brian Young (en)       | Defensive end    | Miners d'UTEP                   |
| 140   | Giants de New York                 | Ralph Brown (en)       | Defensive back   | Cornhuskers du Nebraska         |
| 141   | Patriots de la Nouvelle-Angleterre | Dave Stachelski        | Tight end        | Broncos de Boise State          |
| 142   | Raiders d'Oakland                  | Shane Lechler †        | Punter           | Aggies de Texas A&M             |
| 143   | Jets de New York                   | Windrell Hayes (en)    | Wide receiver    | Trojans d'USC                   |
| 144   | Cowboys de Dallas                  | Michael Wiley (en)     | Running back     | Buckeyes d'Ohio State           |
| 145   | Lions de Détroit                   | Todd Franz (en)        | Defensive back   | Golden Hurricane de Tulsa       |
| 146   | Browns de Cleveland                | Lamar Chapman (en)     | Defensive back   | Wildcats de Kansas State        |
| 147   | Panthers de la Caroline            | Gillis Wilson (en)     | Defensive end    | Jaguars de Southern (en)        |
| 148   | Ravens de Baltimore                | Richard Mercier        | Offensive guard  | Hurricanes de Miami             |
| 149   | Packers de Green Bay               | Kabeer Gbaja-Biamila†  | Defensive end    | Aztecs de San Diego State       |
| 150   | 49ers de San Francisco             | John Milem (en)        | Defensive end    | Bears de Lenoir-Rhyne           |
| 151   | Packers de Green Bay               | Joey Jamison           | Wide receiver    | Tigers de Texas Southern        |
| 152   | Dolphins de Miami                  | Arturo Freeman (en)    | Safety           | Gamecocks de la Caroline du Sud |
| 153   | Chiefs de Kansas City              | Dante Hall†            | Running back     | Aggies de Texas A&M             |
| 154   | Broncos de Denver                  | Muneer Moore           | Wide receiver    | Spiders de Richmond             |
| 155   | Redskins de Washington             | Quincy Sanders         | Safety           | Rebels de l'UNLV                |
| 156   | Bills de Buffalo                   | Sammy Morris (en)      | Running back     | Red Raiders de Texas Tech       |
| 157   | Buccaneers de Tampa Bay            | James Whalen (en)      | Tight end        | Wildcats du Kentucky            |
| 158   | Saints de La Nouvelle-Orléans      | Austin Wheatley (en)   | Tight end        | Hawkeyes de l'Iowa              |
| 159   | Jaguars de Jacksonville            | Kiwaukee Thomas (en)   | Cornerback       | Eagles de Georgia Southern      |
| 160   | Titans du Tennesse                 | Frank Chamberlin (en)  | Linebacker       | Eagles de Boston College        |
| 161   | Patriots de la Nouvelle-Angleterre | Jeff Marriott          | Offensive guard  | Tigers du Missouri              |
| 162*  | Chiefs de Kansas City              | Pat Dennis (en)        | Cornerback       | Warhawks de Louisiana-Monroe    |
| 163*  | Steelers de Pittsburgh             | Tee Martin (en)        | Quarterback      | Volunteers du Tennessee         |
| 164*  | Cardinals de l'Arizona             | Jay Tant               | Tight end        | Wildcats de Northwestern        |
| 165*  | Vikings du Minnesota               | Troy Walters (en)      | Wide receiver    | Cardinal de Stanford            |
| 166*  | Saints de La Nouvelle-Orléans      | Chad Morton (en)       | Running back     | Trojans d'USC                   |

### Échanges cinquième tour
1. #132: échanges multiples. #132: San Francisco - Green Bay. Craig Newsome aux 49ers pour un choix de cinquième tour en 2000 (#132 - Paul Smith)[28]. #132: Green Bay - San Francisco. voir #98: San Francisco - Green Bay[21].
2. #135: Philadelphia - Tennesee. voir #61: Tennesee - Philadelphia[16].
3. #138: échanges multiples. #139: Chicago - Nouvelle-Orléans. Eddie Kennison aux Bears pour un choix de cinquième tour en 2000 (#138 - Matt Johnson)[29]. #138: Indianapolis - Nouvelle-Orléans. Les Colts échangent leur choix de cinquième tour 2000 (#158 - Austin Wheatley) et leur choix de sixième tour 2000 (#195 - Michael Hawthorne) avec les Saints pour un choix de cinquième tour 2000 (#138 - Matt Johnson)[12].
4. #139: Denver - Saint-Louis. Billy Jenkins aux Broncos pour le choix de cinquième tour 2000 (#139 - Brian Young) et le choix de cinquième tour 2001 (#154 - Darnerian McCants)[30].
5. #148: San Diego - Baltimore. Jim Harbaugh aux Chargers pour un choix de cinquième tour en 2000 (#148 - Richard Mercier)[31].
6. #150: échanges multiples. #150: Baltimore - Detroit. Scott Mitchell aux Ravens pour le choix de troisième tour de 1999 (#72 - Grey Ruegamer) et un choix de quatrième ou cinquième tour conditionnel de 2000 (probablement #150 - John Milem)[32]. #150: Saint-Louis - Detroit. Greg Hill aux Lions pour le choix de cinquième tour 2000 (#150 - John Milem) et le choix de septième tour 2000 (#220 - Andrew Kline)[33]. #150: Rams - Bears. voir #104: Bears - Rams[22]. #150: San Francisco - Chicago. Les 49ers échangent leur choix de sixième tour 2000 (#170 - Frank Murphy) et leur choix de septième tour 2000 (#209 - Eric Chandler) avec les Bears pour un choix de cinquième tour 2000 (#150 - John Milem)[34].
7. #151: Seattle - Green Bay. Fred Vinson et un choix de sixième tour 2000 (#185 - Tim Watson) aux Seahawks pour Ahman Green et choix de cinquième tour 2000 (#151 - Joey Jamison)[35].
8. #154: échanges multiples. #154: Washington - San Francisco. Pour une raison inconnue les Redskins et les 49ers font un échange incluant cette sélection (#154 - Muneer Moore). #154: San Francisco - Seattle. voir #86: Seattle - San Francisco[19]. #154: Denver - Seattle. Les Broncos échangent leur choix de sixième tour en 2000 (#175 - James Williams) et leur choix de septième en 2000 (#231 - Clifton Black) avec les Seahawks pour un choix de cinquième tour en 2000 (#154 - Muneer Moore)[36].
9. #155: Minnesota - Washington. Cet échange serait inclus dans la transaction Brad Johnson en 1999[15].
10. #158: Nouvelle-Orléans - Indianapolis. voir #138: Indianapolis - Nouvelle-Orléans[12].
11. #161: Saint-Louis - Nouvelle-Angleterre. Mike Jones aux Rams pour le choix de cinquième tour 2000 (#161 - Jeff Marriott)[37].
12. Les choix #162 à #166 sont des sélections compensatoires offertes par la NFL pour perte d'agents libres (Chiefs, Steelers, Cardinals, Vikings et Saints dans l'ordre).

### Sixième tour
| Choix | Équipe                             | Joueur                        | Postes           | Université                              |
| ----- | ---------------------------------- | ----------------------------- | ---------------- | --------------------------------------- |
| 167   | Dolphins de Miami                  | Ernest Grant (en)             | Defensive tackle | Golden Lions d'Arkansas-Pine Bluff      |
| 168   | Saints de La Nouvelle-Orléans      | Marc Bulger †                 | Quarterback      | Mountaineers de la Virginie-Occidentale |
| 169   | Bengals de Cincinnati              | Neil Rackers †                | Kicker           | Fighting Illini de l'Illinois           |
| 170   | Bears de Chicago                   | Frank Murphy (en)             | Running back     | Wildcats de Kansas State                |
| 171   | Eagles de Philadelphie             | Thomas Hamner                 | Running back     | Golden Gophers du Minnesota             |
| 172   | Falcons d'Atlanta                  | Mareno Philyaw (en)           | Wide receiver    | Trojans de Troy                         |
| 173   | Steelers de Pittsburgh             | Chris Combs (en)              | Defensive end    | Blue Devils de Duke                     |
| 174   | Bears de Chicago                   | Paul Edinger                  | Kicker           | Spartans de Michigan State              |
| 175   | Seahawks de Seattle                | James Williams (en)           | Wide receiver    | Thundering Herd de Marshall             |
| 176   | Cardinals de l'Arizona             | Jabari Issa (en)              | Defensive tackle | Huskies de Washington                   |
| 177   | Giants de New York                 | Dhani Jones (en)              | Linebacker       | Wolverines du Michigan                  |
| 178   | Eagles de Philadelphie             | John Frank                    | Defensive end    | Utes de l'Utah                          |
| 179   | Jets de New York                   | Tony Scott (en)               | Cornerback       | Wolfpack de North Carolina State        |
| 180   | Cowboys de Dallas                  | Mario Edwards (en)            | Cornerback       | Seminoles de Florida State              |
| 181   | Lions de Détroit                   | Quinton Reese                 | Defensive end    | Tigers d'Auburn                         |
| 182   | Panthers de la Caroline            | Jeno James (en)               | Offensive tackle | Tigers d'Auburn                         |
| 183 ^ | Browns de Cleveland                | Spergon Wynn (en)             | Quarterback      | Bobcats de Texas State                  |
| 184   | Chargers de San Diego              | Shannon Taylor                | Linebacker       | Cavaliers de la Virginie                |
| 185   | Seahawks de Seattle                | Tim Watson                    | Defensive tackle | Profs de Rowan                          |
| 186   | Ravens de Baltimore                | Adalius Thomas (en) †         | Defensive end    | Golden Eagles de Southern Miss          |
| 187   | Patriots de la Nouvelle-Angleterre | Antwan Harris (en)            | Cornerback       | Cavaliers de la Virginie                |
| 188   | Chiefs de Kansas City              | Darnell Alford                | Offensive tackle | Eagles de Boston College                |
| 189   | Broncos de Denver                  | Mike Anderson                 | Running back     | Utes de l'Utah                          |
| 190   | Seahawks de Seattle                | John Hilliard (en)            | Defensive tackle | Bulldogs de Mississippi State           |
| 191   | Ravens de Baltimore                | Cedric Woodard (en)           | Defensive end    | Longhorns du Texas                      |
| 192   | Eagles de Philadelphie             | John Romero (en)              | Centre           | Golden Bears de Californie              |
| 193   | Buccaneers de Tampa Bay            | David Gibson (en)             | Safety           | Trojans d'USC                           |
| 194   | Bills de Buffalo                   | Leif Olve Dolonen Larsen (en) | Defensive tackle | Miners d'UTEP                           |
| 195   | Saints de La Nouvelle-Orléans      | Michael Hawthorne (en)        | Defensive back   | Boilermakers de Purdue                  |
| 196   | Jaguars de Jacksonville            | Emanuel Smith                 | Wide receiver    | Razorbacks de l'Arkansas                |
| 197   | Titans du Tennesse                 | Robaire Smith (en)            | Defensive end    | Spartans de Michigan State              |
| 198   | Rams de Saint-Louis                | Matt Bowen (en)               | Defensive back   | Hawkeyes de l'Iowa                      |
| 199*  | Patriots de la Nouvelle-Angleterre | Tom Brady †                   | Quarterback      | Wolverines du Michigan                  |
| 200*  | Saints de La Nouvelle-Orléans      | Sherrod Gideon (en)           | Wide receiver    | Golden Eagles de Southern Miss          |
| 201*  | Patriots de la Nouvelle-Angleterre | David Nugent (en)             | Defensive tackle | Boilermakers de Purdue                  |
| 202*  | Redskins de Washington             | Todd Husak (en)               | Quarterback      | Cardinal de Stanford                    |
| 203*  | Chargers de San Diego              | Damen Wheeler (en)            | Cornerback       | Buffaloes du Colorado                   |
| 204*  | Steelers de Pittsburgh             | Jason Gavadza (en)            | Tight end        | Golden Flashes de Kent State            |
| 205*  | Chargers de San Diego              | Ja'Juan Seider (en)           | Quarterback      | Rattlers de Florida A&M (en)            |
| 206*  | Browns de Cleveland                | Brad Bedell (en)              | Offensive tackle | Buffaloes du Colorado                   |

### Échanges sixième tour
1. #167: Cleveland - Miami. Karim Abdul-Jabbar aux Browns pour leur choix de sixième tour en 2000 (#167 - Ernest Grant) et un choix conditionnel de cinquième tour en 2001[38].
2. #170: San Francisco - Chicago. voir #150: San Francisco - Chicago[34].
3. #175: Denver - Seattle. voir #154: Denver - Seattle[36].
4. #178: Oakland - Philadelphia. Bobby Hoying aux Raiders pour le choix de sixième tour de 2000 (#178 - John Frank)[39].
5. #185: Green Bay - Seattle. voir #151: Seattle - Green Bay[35].
6. #188: Miami - Kansas City. Les Chiefs échangent leur choix de deuxième tour de 1999 (#43 - Rob Konrad) avec les Dolphins pour leur choix de deuxième tour de 1999 (#54 - Mike Cloud), leur choix de troisième tour de 1999 (#84 - Larry Atkins) et leur choix de sixième tour de 2000 (#188 - Darnell Alford)[40].
7. #189: échanges multiples. #189: Kansas City - Saint-Louis. Mitch Jacoby aux Chiefs pour un choix de draft conditionnel en 2000 (#189 - Mike Anderson)[41]. #189: Saint-Louis - Denver. Derek Loville aux Rams pour le choix de sixième tour 2000 (#189 - Mike Anderson)[36].
8. #191: Minnesota - Baltimore. Pour une raison inconnue les Vikings et les Ravens font un échange pour cette sélection (#191 - Cedric Woodard)[12].
9. #192: Washington - Philadelphia. Rodney Peete aux Redskins pour le choix de cinquième ou sixième tour de 2000 (#192 - John Romero)[42].
10. #195: Indianapolis - Nouvelle-Orléans. voir #138: Indianapolis - Nouvelle-Orléans[12].
11. Les choix #199 à #206 sont des sélections compensatoires offertes par la NFL pour perte d'agents libres (Patriots, Saints, Patriots, Redskins, Chargers, Steelers, Chargers et Browns dans l'ordre.).

### Septième tour
| Choix | Équipe                             | Joueur                | Postes           | Université                                  |
| ----- | ---------------------------------- | --------------------- | ---------------- | ------------------------------------------- |
| 207   | Browns de Cleveland                | Manuia Savea          | Offensive guard  | Wildcats de l'Arizona                       |
| 208   | Chiefs de Kansas City              | Desmond Kitchings     | Wide receiver    | Paladins de Furman                          |
| 209   | Browns de Cleveland                | Eric Chandler         | Defensive end    | Tigers de Jackson State                     |
| 210   | Bengals de Cincinnati              | Brad St. Louis (en)   | Tight end        | Bears de Missouri State                     |
| 211   | Falcons d'Atlanta                  | Darrick Vaughn (en)   | Cornerback       | Bobcats de Texas State                      |
| 212   | 49ers de San Francisco             | Tim Rattay            | Quarterback      | Bulldogs de Louisiana Tech                  |
| 213   | Titans du Tennesse                 | Mike Green (en)       | Running back     | Cougars de Houston                          |
| 214   | Broncos de Denver                  | Jarious Jackson (en)  | Quarterback      | Fighting Irish de Notre Dame                |
| 215   | Cardinals de l'Arizona             | Sekou Sanyika (en)    | Linebacker       | Golden Bears de Californie                  |
| 216   | Redskins de Washington             | Delbert Cowsette (en) | Defensive end    | Terrapins du Maryland                       |
| 217   | Giants de New York                 | Jeremiah Parker       | Defensive end    | Golden Bears de Californie                  |
| 218   | Jets de New York                   | Richard Seals         | Defensive tackle | Utes de l'Utah                              |
| 219   | Cowboys de Dallas                  | Orantes Grant (en)    | Linebacker       | Bulldogs de la Géorgie                      |
| 220   | Rams de Saint-Louis                | Andrew Kline (en)     | Offensive guard  | Aztecs de San Diego State                   |
| 221   | Panthers de la Caroline            | Lester Towns (en)     | Linebacker       | Huskies de Washington                       |
| 222   | Chargers de San Diego              | Jason Thomas          | Offensive guard  | Hampton                                     |
| 223   | Bears de Chicago                   | James Cotton (en)     | Defensive end    | Buckeyes d'Ohio State                       |
| 224   | Packers de Green Bay               | Mark Tauscher         | Offensive tackle | Badgers du Wisconsin                        |
| 225   | Browns de Cleveland                | Rashidi Barnes (en)   | Defensive back   | Buffaloes du Colorado                       |
| 226   | Patriots de la Nouvelle-Angleterre | Casey Tisdale         | Defensive end    | Lobos du Nouveau-Mexique                    |
| 227   | Raiders d'Oakland                  | Mondriel Fulcher (en) | Tight end        | Hurricanes de Miami                         |
| 228   | Saints de La Nouvelle-Orléans      | Kevin Houser (en)     | Fullback         | Buckeyes d'Ohio State                       |
| 229   | Packers de Green Bay               | Ron Moore (en)        | Defensive end    | Rangers de Northwestern Oklahoma State (en) |
| 230   | 49ers de San Francisco             | Brian Jennings (en) † | Tight end        | Sun Devils d'Arizona State                  |
| 231   | Raiders d'Oakland                  | Clifton Black         | Safety           | Bobcats de Texas State                      |
| 232   | Dolphins de Miami                  | Jeff Harris           | Defensive back   | Bulldogs de la Géorgie                      |
| 233   | Bills de Buffalo                   | Drew Haddad (en)      | Wide receiver    | Buffalo                                     |
| 234   | Buccaneers de Tampa Bay            | Joe Hamilton (en)     | Quarterback      | Yellow Jackets de Georgia Tech              |
| 235   | Colts d'Indianapolis               | Rob Renes (en)        | Defensive tackle | Wolverines du Michigan                      |
| 236   | Jaguars de Jacksonville            | Erik Olson            | Safety           | Rams de Colorado State                      |
| 237   | Titans du Tennesse                 | Wes Shivers (en)      | Offensive guard  | Bulldogs de Mississippi State               |
| 238   | Colts d'Indianapolis               | Rodregis Brooks (en)  | Defensive back   | Blazers de l'UAB                            |
| 239*  | Patriots de la Nouvelle-Angleterre | Patrick Pass          | Running back     | Bulldogs de la Géorgie                      |
| 240*  | Vikings du Minnesota               | Mike Malano           | Offensive guard  | Aztecs de San Diego State                   |
| 241*  | Jaguars de Jacksonville            | Rob Meier (en)        | Defensive end    | Cougars de Washington State                 |
| 242*  | Packers de Green Bay               | Charles Lee (en)      | Wide receiver    | Knights de l'UCF                            |
| 243*  | Jaguars de Jacksonville            | Shyrone Stith (en)    | Running back     | Hokies de Virginia Tech                     |
| 244*  | Vikings du Minnesota               | Giles Cole            | Tight end        | Javelinas de Texas A&M - Kingsville (en)    |
| 245*  | Jaguars de Jacksonville            | Danny Clark (en)      | Linebacker       | Fighting Illini de l'Illinois               |
| 246*  | Broncos de Denver                  | Leroy Fields          | Wide receiver    | Tigers de Jackson State                     |
| 247*  | Jaguars de Jacksonville            | Mark Baniewicz        | Offensive tackle | Orange de Syracuse                          |
| 248*  | Vikings du Minnesota               | Lewis Kelly (en)      | Offensive guard  | Bulldogs de South Carolina State            |
| 249*  | Packers de Green Bay               | Eugene McCaslin (en)  | Linebacker       | Gators de la Floride                        |
| 250*  | Redskins de Washington             | Ethan Howell          | Wide receiver    | Cowboys d'Oklahoma State                    |
| 251*  | Bills de Buffalo                   | DaShon Polk (en)      | Linebacker       | Wildcats de l'Arizona                       |
| 252*  | Packers de Green Bay               | Rondell Mealey (en)   | Running back     | Tigers de LSU                               |
| 253*  | Lions de Détroit                   | Alfonso Boone (en)    | Defensive end    | Mounties de Mt. San Antonio College (en)    |
| 254 ^ | Bears de Chicago                   | Mike Green            | Safety           | Demons de Northwestern State                |

### Échanges septième tour
1. #208: Nouvelle-Orléans - Kansas City. Les Saints envoient leur choix de septième tour 2000 (#228 - Kevin Houser) aux Chiefs et reçoivent le choix de septième tour 2000 (#208 - Desmond Kitchings) en compensation de l'entraîneur Ron Zook[12].
2. #209: échanges multiples. #209: Chicago - San Francisco. voir #150: San Francisco - Chicago[34]. #209: Chicago - Cleveland. Les Browns envoient trois choix de septième tour de 2000 (#223 - James Cotton), (#232 - Jeff Harris) et (#254 - Mike Green) aux Bears pour deux choix de septième de 2000 (#209 - Eric Chandler) et (#225 - Rashidi Barnes)[12].
3. #212: échanges multiples. #212: Nouvelle-Angleterre - Philadelphia. Dietrich Jells aux Eagles pour leur choix de septième tour en 2000 (#212 - Tim Rattay)[43]. #212: Nouvelle-Angleterre - San Francisco. Choix du sixième tour de 2001 (#173 - Jason Glenn) aux Patriots pour le choix de septième tour de 2000 (#212 - Tim Rattay)[44].
4. #213: Chicago - Tennessee. Lemanski Hall aux Bears pour le choix de septième tour de 2000 (#213 - Mike Green)[45].
5. #216: Pittsburgh - Washington. Pour une raison inconnue, les Steelers et les Redskins font un échange pour cette sélection (#216 - Delbert Cowsette)[12].
6. #220: Detroit - Saint-Louis. voir #150: Saint-Louis - Detroit[33].
7. #223: Cleveland - Chicago. voir #209: Chicago - Cleveland[12].
8. #225: échanges multiples. #225: Baltimore - Saint-Louis. Tony Banks aux Ravens pour le choix du cinquième tour de 1999 (#145 - Cameron Spikes) et le choix du septième tour de 2000 (#225 - Rashidi Barnes)[46]. #225: Chicago - Saint-Louis. voir #104: Chicago - Saint-Louis[22]. #225: Cleveland - Chicago. voir #209. Chicago - Cleveland[12].
9. #228: Kansas City - Saint-Louis. voir #208: Nouvelle-Orléans - Kansas City[12].
10. #229: Seattle - Green Bay. Derrick Mayes aux Seahawks pour leur choix de septième tour en 2000 (#229 - Ron Moore)[47].
11. #230: Miami - San Francisco. Jim Druckenmiller aux Dolphins pour leur choix de septième tour en 2000 (#230 - Brian Jennings)[48].
12. #231: échanges multiples. #231: Washington - Denver. Tito Paul aux Redskins pour le choix de septième tour de 2000 (#231 - Clifton Black)et le choix de septième de 2001 (#215 - Corey Hall)[49]. #231: Denver - Seattle. voir #154: Denver -Seattle[36]. #231: Oakland - Seattle. Choix de sixième tour 2001 (#191 - Menson Holloway) aux Seahawks pour leur choix de septième tour 2000 (#231 - Clifton Black)[12].
13. #232: échanges multiples. #232: Minnesota - Cleveland. Jerry Ball aux Vikings pour Stalin Colinet et le choix du septième tour de 2000 (#232 - Jeff Harris)[50]. #232: Cleveland - Chicago. voir #209: Chicago - Cleveland[12]. #232: Miami - Chicago. Brent Bartholomew aux Bears pour leur choix de septième tour en 2000 (#232 - Jeff Harris) et leur choix de septième en 2001 (#208 - John Capel)[51].
14. #238: échanges multiples. #238: Saint-Louis - Oakland. Pour une raison inconnue, les Rams et les Raiders font un échange avec cette sélection. #238: Indianapolis - Oakland. Choix du sixième tour 2001 (#184 - Chris Cooper) aux Raiders pour le choix du septième tour 2000 (#238 - Rodregis Brooks)[12].
15. Les choix #239 à #253 sont des sélections compensatoires offertes par la NFL pour perte d'agents libres (Patriots, Vikings, Jaguars, Packers, Jaguars, Vikings, Jaguars, Broncos, Jaguars, Vikings, Packers, Redskins, Bills, Packers et Lions dans l'ordre).
16. #254: Cleveland - Chicago. voir #209. Chicago - Cleveland[12].

## Joueurs choisis par poste
| Center           | 4  |               | Cornerback | 28          |    | Defensive end | 24 |  | Defensive tackle | 23 |
| Fullback         | 5  | Free safety   | 3          | Fullback    | 5  | Guard         | 16 |  |                  |    |
| Placekicker      | 3  | Kick returner | 1          | Linebacker  | 31 | Long snapper  | 3  |  |                  |    |
| Offensive tackle | 16 | Punter        | 1          | Quarterback | 12 | Running back  | 16 |  |                  |    |
| Safety           | 15 | Strong safety | 5          | Tight end   | 12 | Wide receiver | 35 |  |                  |    |